# Forpus cyanopygius
El periquito catarino (Forpus cyanopygius) también conocido como perico catarina, es una especie de ave de la familia de los loros (Psittacidae).
Es endémica del oeste de México
Su hábitat natural son los matorrales, bosques caducifolios, pastizales abiertos con árboles dispersos, zonas degradadas, plantaciones y bosques a lo largo de los cursos de agua.
Se alimenta de frutas, tales como semillas, bayas o higos que encuentra en los árboles o en el suelo. Son de tamaño pequeño, su plumaje es de color verde, a veces con manchas de color azul claro, el color hace que sean difíciles de detectar en los árboles verdes.